# Южный (Санкт-Петербург)
Го́род-спу́тник Ю́жный – планируемая к застройке территория в Пушкинском районе Санкт-Петербурга. По проекту должна включать жилые дома и производственные и научные предприятия.

## Описание
Согласно проекту компании «Старт-Девелопмент», город-спутник Южный будет построен у южной границы Санкт-Петербурга восточнее Киевского шоссе. Планируемая площадь жилых помещений, рассчитанных на 134 тысячи человек – 4.3 млн. кв. м., площадь коммерческой недвижимости с 60 тысячами рабочих мест – 1 млн. кв. м. Якорным проектом называется научно-образовательный и инновационный центр ИТМО «Хайпарк».

## История
В начале 2011 года вице-губернатор Санкт-Петербурга Роман Филимонов сообщил о планах построить на сельскохозяйственных землях западнее Пушкина город-спутник.
В апреле 2011 года город-спутник Южный был признан стратегическим проектом Санкт-Петербурга, в феврале 2012 года был включён в перечень приоритетных инвестиционных проектов в рамках Стратегии социально-экономического развития СЗФО на период до 2020 года.
В июле 2012 года между Правительством Санкт-Петербурга и ООО «Управляющая компания „Старт девелопмент“» было подписано соглашение о реализации проекта.
Во второй половине 2013 года в генплан Санкт-Петербурга были внесены изменения, позволяющие начать строительство города-спутника Южный. Для застройки была выбрана территория Кондакопшинского болота и Кондакопшинского леса (границы этих объектов почти одинаковые, при этом на тот момент в реестре водных объектов не содержалось ни одного болота на территории Санкт-Петербурга и Ленинградской области, в том числе Кондакопшинского). Планы компании «Старт Девелопмент вызвали общественный протест, активисты которого с опорой на мнение экологов заявили, что застройка Кондакопшинского болота, в котором находятся исток реки Кузьминки, питающей пруды Баболовского и Александровского парков в Пушкине и исток реки Поповки – притока реки Славянки в Павловском парке, находящихся под охраной ЮНЕСКО, представляет угрозу для болота и нанесëт непоправимый ущерб историческому наследию. В начале 2014 года жители Пушкинского района обратились в суд с требованием отменить поправки в генплан, на основании которых разрешалась застройка Кондакопшинского болота. Требования были отклонены судами разных инстанций, в ноябре 2014 года – Верховным судом.
В 2015 году к проекту присоединился Университет ИТМО, получивший 86 га под строительство студенческого городка и научно-исследовательского центра. Позже весь комплекс получил название «ИТМО Хайпарк».
В сентябре–октябре 2015 года Государственный гидрологический институт по заказу инициативной  группы «Гражданин Пушкин» на средства жителей Пушкина провёл экспертизу, в заключении которой констатировалось существование Кондакопшинского болота площадью 191 га. Итоги экспертизы были направлены в Невско-Ладожское бассейновое водное управление для внесения Кондакопшинского болота в водный реестр. Был получен отказ, мотивированный тем, что полномочиями по внесению в реестр обладает только Федеральное агентство водных ресурсов, территориальным органом которого является Невско-Ладожское бассейновое водное управление. Попытка оспорить отказ в суде оказалась неудачной. Было отмечено, что в российском законодательстве отсутствует регламент постановки на учëт водных объектов, где не установлены стационарные посты наблюдения, что является серьëзным правовым пробелом. В государственный водный реестр включены только около 10% процентов всех водоемов, на момент рассмотрения иска в реестре не было ни одного болота как поверхностного водного объекта, поскольку отсутствовала методология определения болот как водных объектов и отделения болот от осушенных торфяников или заболоченных территорий». Ранее также был дан комментарий, что реестр водных объектов существует только для регулирования водопользования и объекты, которыми никто не пользуется, в реестр не входят: в него включены 150 тысяч из 5.5 млн водных объектов России.
К 2017 году был подготовлен проект планировки первой очереди строительства.
В июле 2018 года было объявлено о планах исключения из зоны застройки территории Кондакопшинского болота и намерении застройщика компенсировать переводимую в статус рекреационной зоны уменьшением площади деловой застройки и увеличением площади и этажности деловой.
В начале 2020 года комиссия по подготовке изменений в Генеральный план Санкт-Петербурга проголосовала за то, чтобы отнести Кондакопшинское болото к рекреационно-природным территориям, застройка которых запрещена. В категорию Р-2, в которую в новой номенклатуре должны были войти зелëные насаждения общего пользования и леса, было предложено включить несколько составляющих болото участков за исключением двух небольших участков, отведëнных под спортивные объекты и дорогу.
В августе 2023 года глава Минобрнауки России Валерий Фальков, губернатор Санкт-Петербурга Александр Беглов и ректор Национального исследовательского университета ИТМО Владимир Васильев дали старт строительству научно-образовательного и инновационного центра «ИТМО Хайпарк».
В январе 2024 года Градостроительная комиссия Санкт-Петербурга дала положительное заключение проекту.
Осенью 2024 года начались общественные обсуждения документации по строительству домов в будущем городе-спутнике.
12 декабря 2024 года Топонимическая комиссия Санкт-Петербурга рекомендовала присвоение четырёх названий улиц на территории строящегося центра «ИТМО Хайпарк», связанных с перспективными направлениями исследований Университета ИТМО: Квантовая улица, Цифровая улица, Нейронная улица и Фотонная улица.
18 декабря 2024 года был утверждён проект планировки первого этапа жилого строительства, предусматривающего четыре очереди с 2025 по 2028 год.
Первый проект планировки территории расположен восточнее Киевского шоссе — в районе деревни Дони и в Лесном.
15 апреля 2025 года был открыт офис продаж.